# David Grellier
David Grellier, né le 2 juillet 1979 à Nantes, est un musicien et producteur de musique français. Il fait partie du groupe Sexy Sushi sous le pseudonyme de Mitch Silver et est le créateur et directeur du collectif Valerie. À partir de 2008, il compose en solo sous le pseudonyme College.

## Biographie

### Sexy Sushi
David Grellier fait partie depuis 2004, sous le pseudonyme de Mitch Silver,,,, du duo Sexy Sushi, avec Julia Lanoë.

### College
En 2008 paraît Secret Diary, projet musical réalisé sous le pseudonyme de College,, accompagné d'un EP, Teenage Color.
En 2011, un deuxième opus de College, Northern Council paraît sous le même pseudonyme. Cette même année, il gagne en notoriété grâce à la présence du morceau A Real Hero, composé en collaboration avec Electric Youth, sur la bande originale du film Drive,,, titre qui se hisse à la 26e place dans le classement des meilleures ventes en France.
En 2013 paraît Héritage troisième album de College,. La même année certains de ses albums sont réédités par Invada Records le label de Geoff Barrow. Trois ans plus tard Old Tapes  sort, suivi l’année suivante par Shangai

### Collectif Valerie
Il est le créateur et directeur artistique du collectif Valerie, un réseau culturel qui « a pour but de célébrer la culture 80's américaine, avec un côté kitsch assumé, et de proposer en parallèle des playlists, des mixes ou des compositions originales ». Il dirige, en 2009, l'album collectif Valerie and Friends.

## Influences
Dans un entretien accordé au magazine Tsugi, David Grellier évoue ses influences en ces mots : « Les premiers à avoir fait ce que j'appellerais de la « nostalgic music » ce sont les Daft Punk, mais des artistes comme Alan Braxe, Fred Falke, Lifelike, Jacques Lu Cont, Nicolas Makelberge, DJ Falcon, John Carpenter et j'en oublie, sont pour moi incontournables ».

## Discographie sous le nom de Mitch Silver

### Album
- 2004: Défonce ton ampli (CDR, Merdier Records / Wonderground)
- 2005: J'en veux j'en veux des coups de poing dans les yeux (CDR, Merdier Record / WonDerGround Distribution)
- 2005: Caca (CDR, Merdier Records / Wonderground)
- 2006: Ça m’aurait fait chier d’exploser (CDR, Merdier Records / Wonderground)
- 2008: Marre Marre Marre (Believe)
- 2009: EP Des jambes (SV03, Scandale Records)
- 2009: Tu l'as bien mérité (SC002, Scandale Records)
- 2010: Château de France
- 2010: Cyril (L'autre distribution)
- 2010: Mauvaise foi
- 2011: Flamme
- 2013: Vous n'allez pas repartir les mains vides ?
- 2014: Vous en reprendrez bien une part ?